# Indi thiếc oxide
Indi thiếc oxide hay oxide thiếc indi (Indium tin oxide, ITO) là hợp chất của indi, thiếc và oxy với tỷ lệ phần trăm khối lượng thành phần mỗi nguyên tố khác nhau. Tùy thuộc vào hàm lượng oxy, ITO có thể là gốm hoặc hợp kim. ITO thường được dùng dưới dạng hỗn hợp bão hòa oxy với công thức 74% In, 18% Sn và 8% O theo khối lượng. ITO trong suốt và không màu khi ở dạng dát mỏng, và có màu vàng nhạt và màu xám khi ở dạng khối. Trong vùng hồng ngoại của quang phổ, ITO hoạt động tương tự kim loại.
Indi thiếc oxide là một trong những oxide dẫn điện trong suốt được sử dụng rộng rãi nhất vì tính dẫn điện và độ trong suốt, dễ dàng dát thành màng mỏng và khả năng chống ẩm của hỗn hợp. Giống như tất cả các màng dẫn điện trong suốt, có sự đánh đổi giữa độ dẫn điện và độ trong suốt, vì nếu tăng độ dày màng và tăng nồng độ phần tử mang điện thì độ dẫn điện sẽ tăng nhưng độ trong suốt sẽ giảm.
Màng mỏng ITO thường được phủ trên bề mặt bởi sự bốc hơi lắng đọng vật lý (physical vapor deposition, PVD), thường sử dụng phương pháp lắng đọng bay hơi vật lý bằng chùm electron (Electron beam physical vapor deposition, EBPVD), hoặc các kỹ thuật lắng đọng phún xạ (sputter deposition).

## Chất liệu và tính chất

Độ hấp thụ của thủy tinh (glass) và thủy tinh ITO (ITO glass).

Indi thiếc oxide là một oxide hỗn hợp của indi và thiếc có điểm nóng chảy trong khoảng 1526–1926 °C (1800–2200 K, 2800–3500 °F), tùy thuộc vào thành phần. Vật liệu được sử dụng phổ biến nhất là một oxide có thành phần In4Sn. Vật liệu này là chất bán dẫn loại n có năng lượng vùng cấm (bandgap) lớn, khoảng 4 eV. ITO vừa trong suốt đối với ánh sáng nhìn thấy vừa mang tính dẫn điện tương đối. ITO có điện trở suất thấp, ~ 10−4 Ω·cm và một màng mỏng có thể có độ truyền quang (transmittance) lớn hơn 80%. Các thuộc tính này được sử dụng trong màn hình cảm ứng như điện thoại di động.

## Ứng dụng

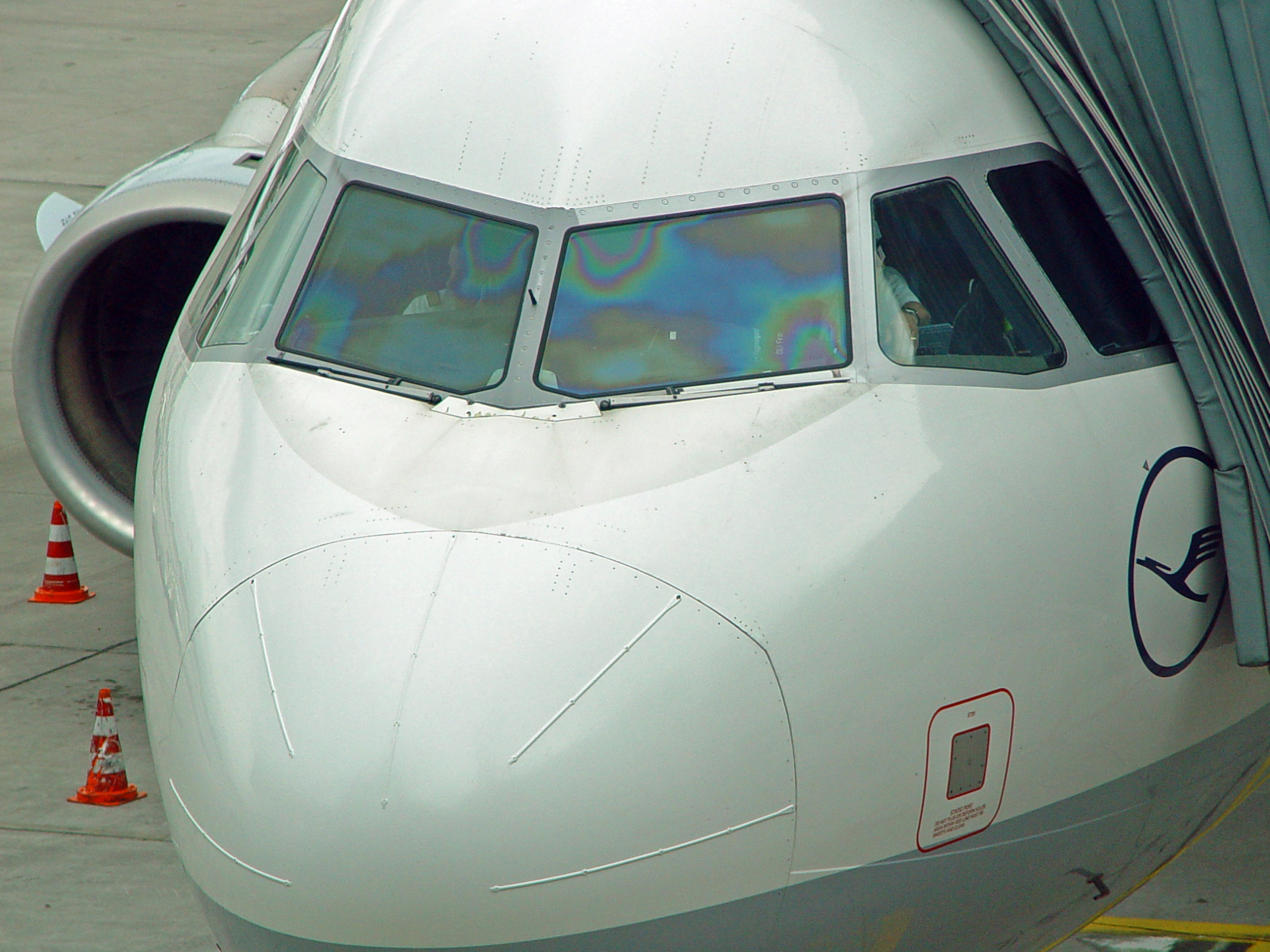
Hiện tượng nhiễu màng mỏng do lớp phủ ITO gây ra trên cửa sổ buồng lái Airbus, được sử dụng để làm tan băng.

ITO là một vật liệu quang điện tử được ứng dụng rộng rãi trong cả nghiên cứu và công nghiệp. Lớp phủ có nhiều ứng dụng, chẳng hạn như làm màn hình phẳng, cửa sổ thông minh, thiết bị điện tử dạng polymer, quang điện màng mỏng, cửa kính của tủ đông siêu thị và cửa sổ.
ITO cũng được sử dụng cho các lớp phủ quang học khác nhau, đáng chú ý nhất là lớp phủ phản xạ tia hồng ngoại cho ô tô và kính đèn hơi natri. Các ứng dụng khác gồm cảm biến khí, lớp phủ chống phản xạ, điện ẩm (electrowetting) và bộ kích quang phản xạ Bragg phân bố (distributed bragg reflector laser) cho laser phát ra bề mặt khoang dọc (Vertical-cavity surface-emitting laser, VCSEL). ITO cũng được sử dụng làm phản xạ IR cho kính Low-E (một dòng kính tiết kiệm năng lượng). ITO cũng được sử dụng làm lớp phủ cảm biến trong máy ảnh Kodak DCS từ dòng Kodak DCS 520, giúp tăng đáp ứng kênh xanh lam.
Strain gauge (tạm dịch là: máy đo biến dạng) làm từ màng mỏng ITO có thể hoạt động ở nhiệt độ lên đến 1400 °C và được sử dụng trong môi trường khắc nghiệt, chẳng hạn như tuabin khí, động cơ phản lực và động cơ tên lửa.

## Phương pháp tổng hợp thay thế và vật liệu thay thế
Do chi phí cao và nguồn cung cấp indi còn hạn chế, do tính dễ vỡ và thiếu tính linh hoạt của màng ITO, và do để lắng đọng được màng ITO đòi hỏi môi trường chân không khá tốn kém, các phương pháp điều chế ITO và các vật liệu thay thế đang được nghiên cứu. Kẽm oxide được pha tạp với các nguyên tố khác nhau là ứng cử viên tiềm năng cho vật liệu thay thế ITO.

### Các hợp chất pha tạp
Một số chất pha tạp kim loại chuyển tiếp trong indi oxide, đặc biệt là molybden, cho độ linh động electron và độ dẫn điện cao hơn nhiều so với thiếc. Các hợp chất pha tạp 2 nguyên tố như kẽm oxide pha tạp với nhôm (aluminum-doped zinc oxide, AZO) và cadmi(II) oxide pha tạp indium đã được đề xuất làm vật liệu thay thế. Các chất thay thế vô cơ khác gồm nhôm, gali hoặc kẽm oxide pha tạp indi (AZO, GZO hoặc IZO).

### Ống nano carbon
Các lớp phủ dẫn điện làm từ ống nano carbon là một vật liệu thay thế trong tương lai.

### Graphen
Là một chất thay thế dựa trên carbon khác, màng graphen rất linh hoạt và đã được chứng minh là cho phép độ trong suốt lên đến 90% với điện trở thấp hơn ITO. Màng kim loại mỏng cũng được xem như một vật liệu thay thế tiềm năng. Một giải pháp thay thế vật liệu hybrid hiện đang được thử nghiệm là dùng điện cực làm bằng dây nano bạc phủ graphen. Vật liệu này có ưu điểm là duy trì độ trong suốt đồng thời vẫn giữ được tính dẫn điện và tính dẻo.

### Polymer dẫn điện
Polymer dẫn điện (ICP) cũng đang được phát triển phục vụ một số ứng dụng ITO.

### Indi-kẽm oxide vô định hình
Để giảm hàm lượng indi và cải thiện tính đồng nhất về điện, các oxide dẫn điện trong suốt vô định hình đã được phát triển. Một trong những vật liệu như vậy là indi-kẽm oxide vô định hình duy trì trật tự mạng tinh thể ngay cả khi quá trình kết tinh bị gián đoạn bởi sự khác biệt về tỷ lệ oxy/kim loại giữa In2O3 và ZnO. Indi-kẽm oxide có một số tính chất tương đương với ITO. Cấu trúc vô định hình vẫn ổn định thậm chí lên đến 500 °C, cho phép thực hiện các bước xử lý quan trọng trong sản xuất pin mặt trời hữu cơ.

### Lai hạt nano bạc với ITO (Silver nanoparticle–ITO hybrid)

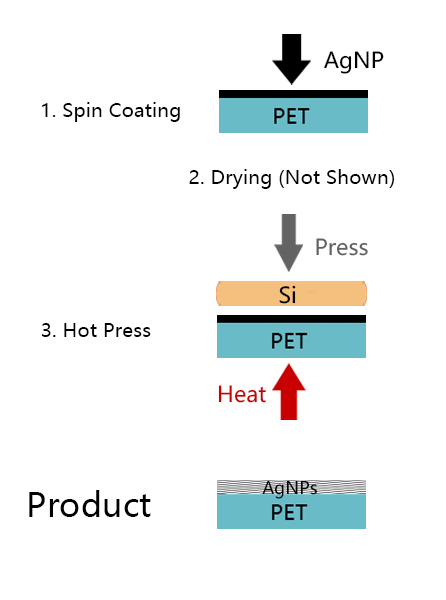
Quy trình đưa hạt nano bạc (AgNP) vào chất nền polymer (PET)

ITO đã được sử dụng phổ biến như một chất nền chất lượng cao để sản xuất các thiết bị điện tử linh hoạt. Tuy nhiên, tính linh hoạt của chất nền này giảm khi độ dẫn điện tăng. Nghiên cứu trước đây đã chỉ ra rằng các đặc tính cơ học của ITO có thể được cải thiện thông qua việc tăng mức khả năng kết tinh. Pha bạc (Ag) vào ITO có thể cải thiện tính chất này, nhưng làm mất tính trong suốt. Một phương pháp cải tiến là nhúng các hạt nano bạc (AgNPs) thay vì để ở dạng đồng nhất để tạo ra ITO dạng lai (hybrid). Dạng này được chứng minh là có hiệu quả trong việc bù đắp cho sự giảm độ trong suốt.

## Lợi ích

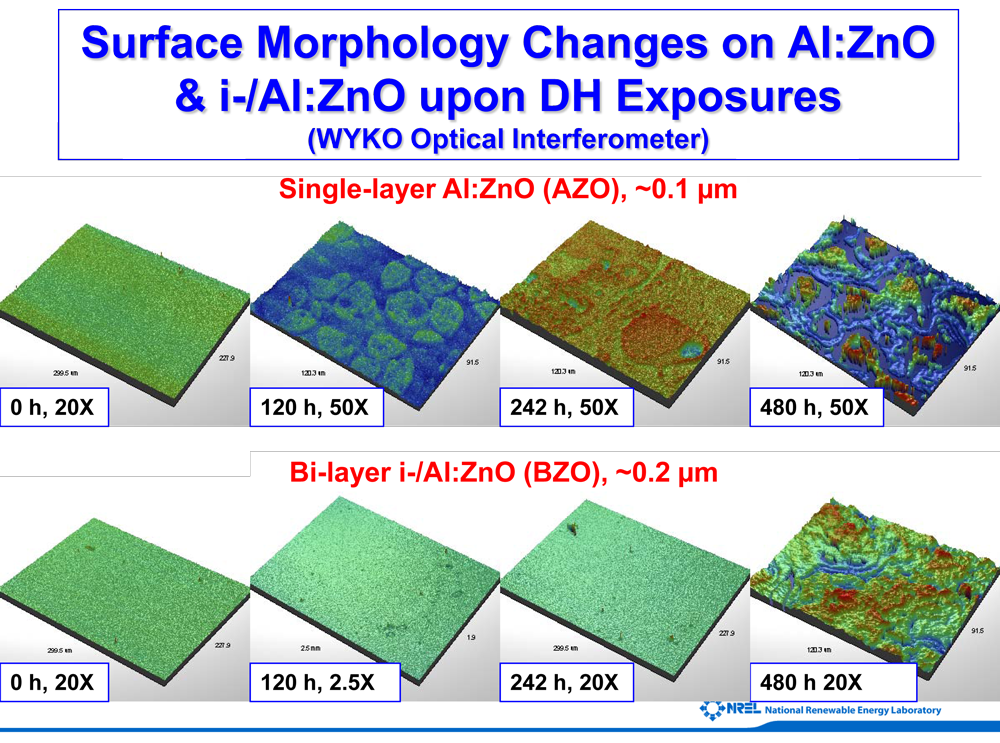
Hình thái bề mặt thay đổi trong Al:ZnO và i-/Al:ZnO khi tiếp xúc với nhiệt ẩm (DH) (phép đo giao thoa quang học)

Ưu điểm chính của ITO so với AZO trong việc làm chất dẫn trong suốt cho tinh thể lỏng là ITO có thể được khắc chính xác thành hình thù đẹp. AZO không thể được khắc một cách chính xác vì AZO nhạy cảm với acid nên nó có xu hướng bị ăn mòn quá mức khi xử lý bằng acid.
Một lợi ích khác của ITO so với AZO là nếu hơi ẩm xâm nhập, ITO sẽ phân huỷ ít hơn AZO.
Kính ITO có thể kéo dãn một cách dễ dàng khi nuôi cấy tế bào, điều này mở ra cơ hội mới cho các nghiên cứu về tế bào đang phát triển liên quan đến kính hiển vi điện tử và ánh sáng tương quan.

## Một số nghiên cứu
Trong công nghệ nano, ITO mở đường cho thế hệ pin mặt trời mới. Các tế bào năng lượng mặt trời được tạo ra từ các thiết bị này có giá rẻ, siêu nhẹ và linh hoạt với nhiều ứng dụng. Điều chỉnh kích thước của các thanh nano có thể hấp thụ ánh sáng trong một dải màu hẹp cụ thể. Bằng cách xếp chồng một số tế bào với các thanh có kích thước khác nhau có thể hấp thu một loạt các bước sóng trên quang phổ mặt trời chuyển đổi thành năng lượng. Hơn nữa, nhờ có khối lượng ở cấp độ nano của các thanh nano mà đã làm giảm đáng kể lượng vật liệu bán dẫn cần thiết so với một tế bào bán dẫn thông thường. Các nghiên cứu gần đây đã chứng minh rằng ITO có cấu trúc nano có thể hoạt động như một tụ quang (photocapacitor) thu nhỏ, có khả năng hấp thụ và lưu trữ năng lượng ánh sáng.

## Sức khỏe và sự an toàn
Nên tránh hít phải indi thiếc oxide vì có thể gây kích ứng nhẹ đường hô hấp. Nếu tiếp xúc lâu dài, các triệu chứng có thể trở thành mãn tính và dẫn đến bệnh bụi phổi lành tính. Các nghiên cứu trên động vật chỉ ra rằng ăn phải indi thiếc oxide rất độc, ảnh hưởng xấu tới thận, phổi và tim.
Trong quá trình khai thác, sản xuất và khai hoang, người lao động có khả năng tiếp xúc với indi, đặc biệt là ở các nước như Trung Quốc, Nhật Bản, Hàn Quốc và Canada và đối mặt với bệnh tích protein phế nang (pulmonary alveolar proteinosis), xơ phổi, khí phế thũng, và u hạt. Các công nhân ở Mỹ, Trung Quốc và Nhật Bản được chẩn đoán tăng cholesterol khi tiếp xúc với indi. Thí nghiệm in vitro cho thấy hạt nano bạc tồn tại trong các ITO cải tiến có thể thâm nhập vào lớp thượng bì, kích thích tế bào T. Trong một nghiên cứu tiếp xúc da, nồng độ uITO 5% làm tăng số lượng tế bào lympho ở chuột trong khoảng thời gian 10 ngày.
Một bệnh nghề nghiệp mới được gọi là bệnh phổi indi được định nghĩa là bệnh phổi do tiếp xúc với bụi có chứa indi. Bệnh nhân đầu tiên mắc bệnh này là môt công nhân làm việc mài bề mặt ướt của ITO bị viêm phổi kẽ: phổi của bệnh nhân chứa đầy các hạt liên quan đến ITO. Những hạt này kích thích cho phản ứng tiết cytokine và rối loạn chức năng đại thực bào. Các hạt ITO thiêu kết (sintered ITO, sTIO) đơn lẻ gây rối loạn chức năng thực bào nhưng không giải phóng cytokine trong đại thực bào; tuy nhiên, chúng gây ra phản ứng cytokine tiền viêm trong các tế bào biểu mô phổi. Không giống như uITO, hạt ITO thiêu kết có thể mang nội độc tố cho công nhân xử lý quá trình ướt nếu tiếp xúc với chất lỏng chứa nội độc tố. sITO có đường kính lớn hơn và diện tích bề mặt nhỏ hơn, và sự thay đổi sau quá trình thiêu kết có thể gây độc tế bào.
Vì những vấn đề này, cần tìm các vật liệu thay thế cho ITO.

## Tái chế

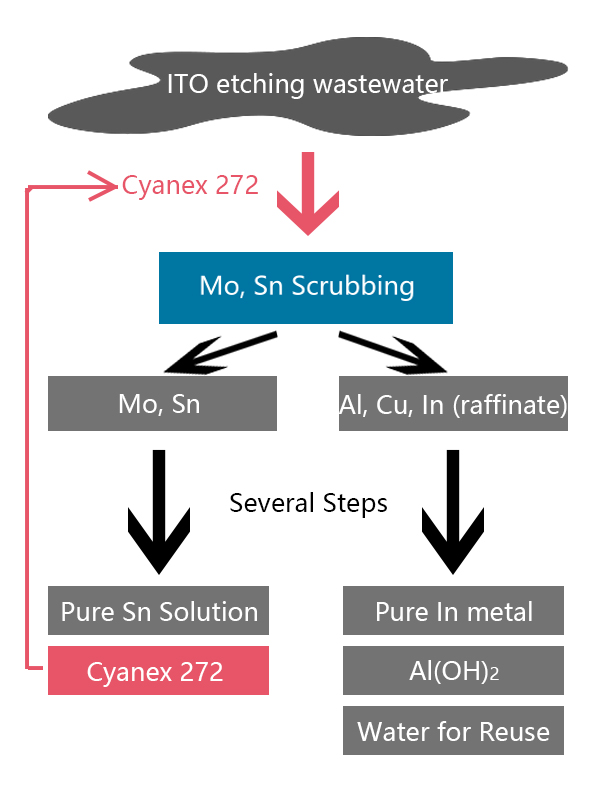
Quy trình xử lý nước thải chứa ITO

Nước acid dùng trong quá trình thiêu kết ITO chỉ có thể tái sử dụng trong một số lần giới hạn, sau đó phải xử lý. Sau khi phân huỷ, nước thải vẫn chứa các kim loại có giá trị như In và Cu. Các kim loại như Mo, Cu, Al, Sn và In gây nguy hiểm cho sức khoẻ cho con người.